# Samuel Fuller
Samuel Michael Fuller (Worcester, 12 de agosto de 1912 - Hollywood, 30 de outubro de 1997) foi um roteirista, produtor e diretor de cinema norte-americano. 

## Biografia
Filho de imigrantes judeus, seus pais alteraram o sobrenome da família de Rabinovitch para Fuller. Aos 17 anos já era repórter policial em Nova Iorque. Serviu no Exército dos Estados Unidos na Segunda Guerra Mundial, chegando a ser codecorado com a Purple Heart. 

## Carreira
O filme Hats Off de 1936 marcou o primeiro crédito de Fuller como roteirista. Apesar de ter escrito muitos roteiros, Fuller é mais lembrado como diretor. Estreou na direção em I Shot Jesse James de 1949.
Terceiro filme de Fuller, The Steel Helmet, foi um dos primeiros filmes sobre a Guerra da Coréia, que escreveu baseado em depoimentos de veteranos da Coréia e suas próprias experiências. 
Mesmo contratado pela 20th Century Fox, onde fez Fixed Bayonets!, realizou em seguida e com recursos próprios Park Row, um tributo ao jornalismo.
Dirigiu White dog em 1981, de tema racial, baseado em romance de Romain Gary, porém o estúdio Paramount não o lançou. Após o ocorrido, passou a residir na França.

## Filmografia cinema
- 1989 - Street of No Return
- 1984 - Les voleurs de la nuit
- 1981 - White dog
- 1980 - The Big Red One
- 1969 - Shark!
- 1964 - The Naked Kiss
- 1963 - Shock Corridor
- 1962 - Merrill's Marauders
- 1961 - Underworld U.S.A.
- 1959 - The Crimson Kimono
- 1959 - Verboten!
- 1957 - Forty Guns
- 1957 - Run of the Arrow
- 1957 - China Gate
- 1955 - House of Bamboo
- 1954 - Hell and High Water
- 1953 - Pickup on South Street
- 1952 - Park Row
- 1951 - Fixed Bayonets!
- 1951 - The Steel Helmet
- 1950 - The Baron of Arizona
- 1949 - I Shot Jesse James